# Jenchor (rejon sielengiński)
Jenchor (ros. Енхор) – wieś (ułus) w Rosji, w Buriacji, w rejonie sielengińskim. W 2010 liczyła 195 mieszkańców.